# Белоградский, Тимофей
Тимофе́й Белогра́дский (укр. Тимофій Білоградський; ок. 1710 года, умер после 1782 года) — известный лютнист, бандурист, певец и композитор.
С 1733 года учился в Дрездене у Сильвиуса Леопольда Вайсса. С 1737 года — придворный лютнист у императрицы Анны Иоанновны. После её смерти некоторое время на службе у рейхсграфа Генриха фон Брюля. В 1740-х года вновь в Петербурге, при дворе Елизаветы Петровны.
Лютневые песни Белоградского на стихи Александра Сумарокова стоят у начала самостоятельного развития русской музыки.
Старший брат певца, хормейстера и композитора Осипа Белоградского, дядя первой русской оперной певицы Елизаветы Белоградской.